# Saint-Aubin-de-Terregatte
Saint-Aubin-de-Terregatte è un comune francese di 711 abitanti situato nel dipartimento della Manica nella regione della Normandia.

## Società

### Evoluzione demografica
Abitanti censiti